# دختر دبیرستانی با دوست پدرش کنار دریا
دختر دبیرستانی با دوست پدرش کنار دریا (انگلیسی: La liceale al mare con l'amica di papà) یک فیلم کمدی سکسی سبک ایتالیایی به کارگردانی مارینو جیرولامی است که در سال ۱۹۸۰ منتشر شد.

## گزیدهٔ بازیگران
- رنتسو مونتانیانی
- ماریسا مل
- آلوارو ویتالی
- چینتسیا د پونتی
- سابرینا سیانی
- زوتسورو